# Теуку Умар
Теуку Умар (1854, Мулабох — 11 февраля 1899, там же) — ачехский военный деятель, один из военачальников и впоследствии лидер партизанского движения во время Ачехской войны против нидерландских колонизаторов.

## Биография
Точная дата рождения неизвестна. Происходил из знатной ачехской семьи минангкабауского происхождение; его мать была сестрой правителя Мёлабоха. На протяжении всей своей жизни не получил никакого формального образования. С детства отличался воинственным характером и склонностями к военному делу и командованию, в 15 лет стал наёмным воином; в Ачехской войне участвовал с момента её начала в 1873 году, то есть с 19-летнего возраста; сначала возглавлял сопротивление в родном населённом пункте, где в 20-летнем возрасте получил должность старосты (кепала деса), затем перебрался в Западный Ачех. В 1874 году женился в первый раз, в 1880 году — в третий раз на своей двоюродной сестре Чут Няк Дин, ставшей его верной соратницей по антинидерландской борьбе и возглавлявшей ачехское сопротивление после его гибели.
В 1883 году, стремясь получить больше оружия для продолжения борьбы, пошёл на притворное примирение с голландскими колонизаторами и даже был зачислен на военную службу, занимаясь устройством оборонительных фортов; под его командованием находилось 120 солдат и 17 офицеров. В 1884 году голландские колониальные власти поручили ему разрешить инцидент с британским кораблём «Ницеро», команда которого была взята в заложники Теуномом, одним из ачехских правителей. Теуку Умар, имея к тому времени хорошо обеспеченный тыл, формально согласился и возглавил отправленный на спасение англичан корабль, на борту которого находились как голландские солдаты, так и его сторонники, однако во время плавания последние перебили солдат колониальных войск, захватив всё их оружие. С этого времени Теуку Умар вернулся к антиколониальной борьбе; в июне 1886 года голландцы, назначившие за его голову крупное денежное вознаграждение, подкупили датского капитана Хансена, чтобы тот захватил Умара в ходе переговоров о покупке оружия у датского корабля в обмен на перец, однако этот план потерпел неудачу.
В последующие годы положение ачехских партизан (основная часть страны уже была захвачена Нидерландами) становилось всё более тяжёлым, и в сентябре 1893 года Теуку Умар с группой своих сторонников, несмотря на протест супруги, сдался колониальным властям, получив от них прощение и повторное принятие на военную службу в достаточно значительной должности; вместе с тем на самом деле он не прекратил поддержку партизанского движения: используя полученные полномочия, снабжал оставшиеся отряды оружием и припасами, тратя на это своё жалованье. 30 марта 1896 года Теуку Умар во второй раз предал голландцев, единовременно похитив вместе со своими сторонниками 800 единиц оружия, 25 тысяч пуль, 500 кг боеприпасов и существенные денежные средства; всё это оказалось в руках партизан, и в итоге в 1896 году их борьба против колонизаторов вспыхнула с новой силой: к середине 1896 года под командованием Умара в Западном Ачехе находилось порядка 400 человек, за последние месяцы убивших 25 и ранивших 190 человек. В апреле 1898 года Теуку Умар вместе с другими лидерами повстанцев принесли присягу на верность ачехскому султану Мухаммаду Дауд-Шаху. Был смертельно ранен в грудь 11 февраля 1899 года, когда во главе повстанческой армии пошёл на штурм своего родного города Мёлабоха; его тело похоронили в местной мечети, а его жена возглавила дальнейшее сопротивление колонизаторам.
В 1930-е годы Сукарно назвал Теуку Умара одним из трёх величайших национальных героев страны наряду с Дипонегоро и Туанку Имам Бонджолом.В 1973 году ему было посмертно присвоено звание Национального героя Индонезии. В современной Индонезии имя Теуку Умара носят улицы в различных городах, университет в Мёлабохе и один из кораблей военно-морского флота.